# Boca de Yuma
Boca de Yuma es un distrito municipal del municipio de San Rafael Del Yuma en  la provincia  La Altagracia, en República Dominicana al este del país. La palabra Yuma es una voz taina con la cual los aborígenes denominaron esta región y su nombre se debe a que está ubicado en el margen sur de la desembocadura del río que lleva el mismo nombre.
Las costas de Boca de Yuma están bañadas por el Mar Caribe lo que la convierte en un lugar exclusivo que no puede ser encontrado en ningún otro lugar del mundo, la naturaleza y el clima de la zona son agradables para la vida, ofreciendo paz y tranquilidad para sus habitantes. El área se encuentra a unos kilómetros del Parque Nacional del Este, uno de los más grandes del país, una península de forma trapezoide de 310 kilómetros cuadrados. La Bahía de Boca de Yuma es un lugar ideal para la pesca y excursiones en botes y darse un chapuzo
Para ofrecer una idea de como fueron los inicios de este poblado, las primeras familias que afluyeron al mismo eran procedentes de diversas regiones del país. La primera persona que habitó el lugar, fue Pedro Sifuentes Portugalete, Robinson Crusoe. En el año 1880 llegaron los primeros pescadores entre ellos John Bernardo, Wilson Charles, naturales de la isla de [St Thomas]. Esos fueron los primeros en construir viviendas y procrear familias, optando más adelante por dedicarse al transporte de madera y constituyendo así lo que formalmente hoy es el poblado de Boca de Yuma.
El 4 de marzo del ano 1919 se produjo el desembarco de los marinos norteamericanos por el puerto de Boca de Yuma, en la Goleta María Consuelo, capitaneada por el señor Catalino Vidal, procedentes de San Pedro de Macorís. Se establecieron en lo que fue la primera escuela de Boca de Yuma. Las cuevas donde, según la tradición, se guarecía la nave del pirata Cofresí tras de haber hecho sus excursiones por las aguas del mar de las Antillas. La Cueva de Bernard lleva ese nombre por estar dentro de la propiedad de John Bernard, uno de los fundadores de la comunidad.
En el año 1966, el Club Náutico de Santo Domingo Incorporado instaló una extensión de la institución deportiva y recreativa, a iniciativa de Don Alberto Bonetti Burgos quien viajaba frecuentemente atraído por la pesca y la cacería de palomas, Boca de Yuma tenía su fuerte y existen todavía allá los restos de un cañón de costa que se cree fuera el mismo que pidió al Rey de España el Arzobispo Fernando de Navarrete para defensa y protección del Santuario de Nuestra Señora de La Altagracia en Higüey.
Se recuerda que allá por el año 1877 una expedición revolucionaria por Boca de Yuma organizada por los baecista de Curazao, dejando sumergido otro cañón. Ambos cañones fueron rescatados y colocados como ornatos históricos en el parque faro de dicha comunidad en el 1997, otros cañones existen todavía en la Playita. 
Este lugar escondido y retirado esta a poca distancia de la provincia La Altagracia, y a varios kilómetros de Punta Cana. Boca de Yuma es un poblado humilde rodeado de  playas y habitado por pecadores. Ese trayecto revela los panoramas y las cuevas donde, según la tradición, se refugiaba la nave del pirata Cofresí, quien fue hecho prisionero y fusilado en Puerto Rico el 29 de mayo de 1826.
Otros lugares que se pueden visitar en la zona son: La cueva de Bernard, con hermosas estalagmitas y estalactitas, que lleva ese nombre por estar dentro de la propiedad de John Bernard, uno de los fundadores de la comunidad; La llave pública construida por el dictador Rafael Leónidas Trujillo para facilitarle agua a todo el pueblo; La Punta de la Virgen, o como otros llaman el parque, el faro o la puntica que tiene varios cañones como ornatos históricos, aquí podrás contemplar un hermoso panorama de la bahía, una eufórica vista de la Playita, playa Blanca, cabo San Rafael, cabo Engaño y una hermosa vista del sur de pueblo. Para visitar este paraíso escondido se puede hacer desde los aeropuertos La Romana (LRM); Santo Domingo (SDQ); y Punta Cana (PUT). Se puede rentar un carro, tomar un taxi o utilizar los autobuses públicos.
- Datos: Q4936128
- Multimedia: Boca de Yuma / Q4936128